# جون د. هيرتز
جون د. هيرتز (بالإنجليزية: John D. Hertz)‏ هو شخصية أعمال ولاعب كرة قدم أمريكي، ولد في 10 أبريل 1879 في فورتكي في سلوفاكيا، وتوفي في 8 أكتوبر 1961 في شيكاغو في الولايات المتحدة.

## وصلات خارجية
- جون د. هيرتز على موقع الموسوعة البريطانية (الإنجليزية)